# Project Excelsior

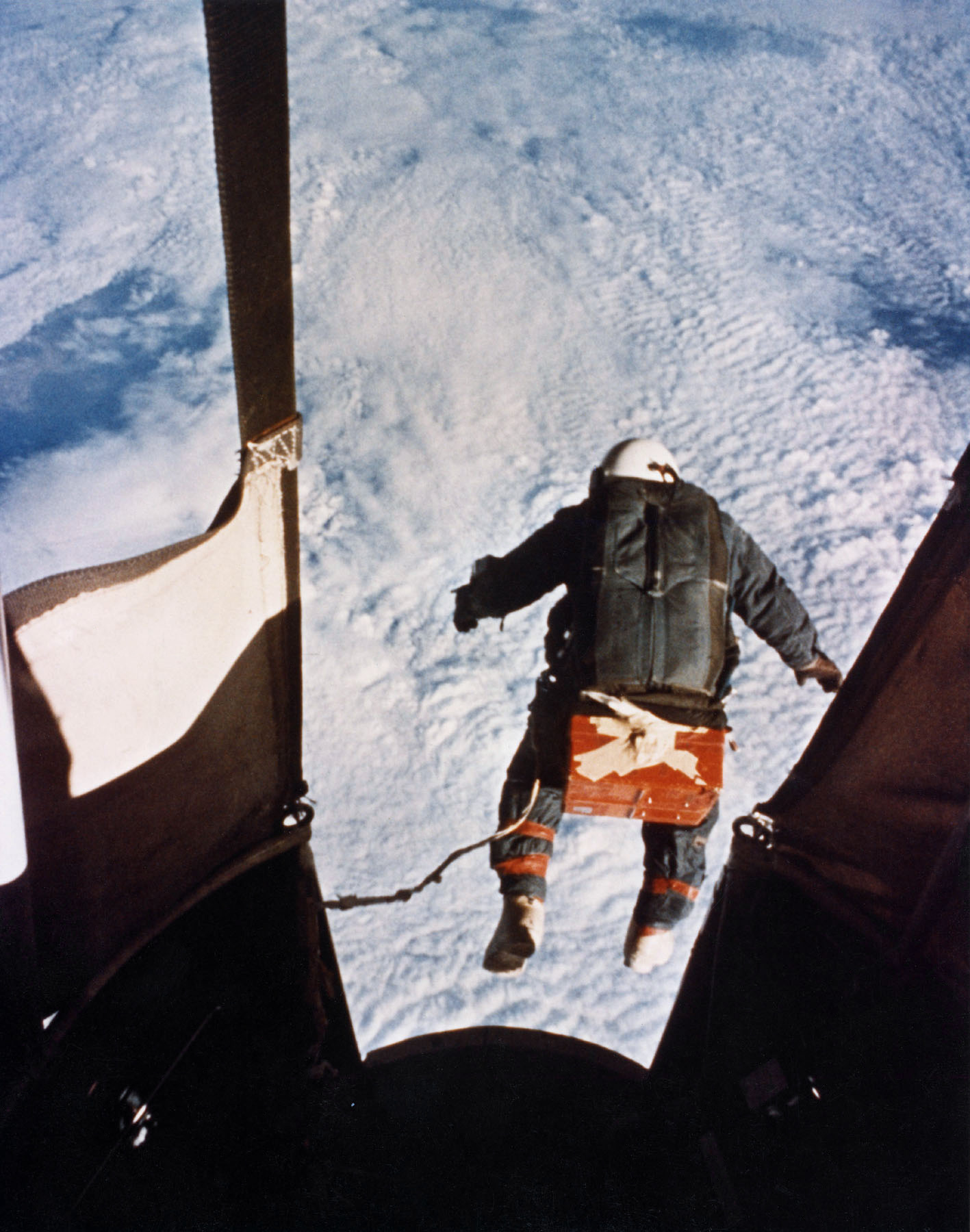
Rekordowy skok Kittingera z wysokości 31 300 metrów
(16 sierpnia 1960)

Project Excelsior – seria skoków ze spadochronem z dużych wysokości wykonana przez kapitana (później pułkownika) Josepha Kittingera w 1959 oraz 1960 roku. Celem przedsięwzięcia było przetestowanie dwuspadochronowego systemu Beaupre'a. W jednym z tych skoków Kittinger ustanowił rekord świata w skoku z najwyższej wysokości oraz w najdłuższym swobodnym spadku. Rekord skoku z najwyższej wysokości został pobity dopiero 14 października 2012 przez Felixa Baumgartnera podczas projektu Red Bull Stratos.

## Historia

### Podłoże badań

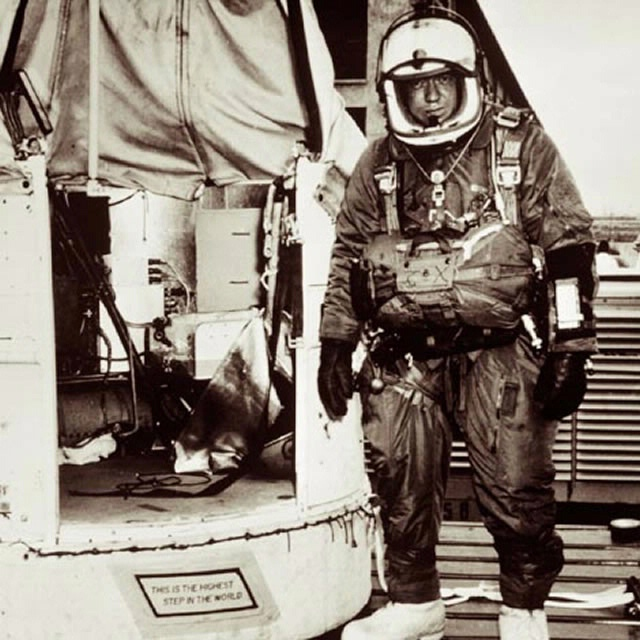
Joseph Kittinger obok gondoli Excelsior

Wraz z rosnącą wysokością i prędkością z jaką latały myśliwce w latach 50., USAF zaczęła się stopniowo coraz bardziej martwić o bezpieczeństwo załogi samolotu, która zmuszona by była do jego opuszczenia na dużej wysokości. Testy z manekinami wykazały, że człowiek spadający z dużej wysokości rozpędza się do bardzo dużych prędkości (rozrzedzona atmosfera), co wprowadza ciało w szybki ruch obrotowy (nawet 200 obrotów na minutę). Powstające przeciążenia nie dałyby szans człowiekowi na przeżycie.
Project Excelsior został zapoczątkowany w 1958 roku w celu opracowania systemu spadochronowego, który pozwalałby na bezpieczny i kontrolowany spadek na Ziemię po katapultowaniu się na dużej wysokości. Francis Beaupre, technik z Wright Field w stanie Ohio wynalazł dwustopniowy system spadochronowy. Składał się z małego (2 m) spadochronu stabilizującego zaprojektowanego tak, aby zapobiegał niekontrolowanym obrotom skoczka, oraz spadochronu głównego (8,5 m), który otwierał się na niższych wysokościach. System zawierał czasomierz i czujnik wysokości, które automatycznie otwierały spadochrony na właściwych wysokościach.
W celu przetestowania systemu we Wright Field został zbudowany balon napełniany helem o wysokości 61 m oraz objętości 85 000 m³, który był zdolny wynieść w gondoli skoczka testowego na wysokość stratosfery. Nadzorujący projekt Kittinger wykonał 3 skoki. Ponieważ gondola nie była hermetyczna Kittinger musiał mieć na sobie pełny kostium ciśnieniowy, grube ubranie i oczywiście spadochrony. Całe wyposażenie, które miał na sobie ważyło tyle, co on sam.

### Skoki testowe
Pierwszy test został przeprowadzony 16 listopada 1959 roku. Kittinger skoczył z wysokości 23 300 m. Podczas tego skoku spadochron stabilizujący otworzył się zbyt wcześnie, wskutek czego zawirowania aerodynamiczne wprawiły go w ruch obrotowy o wartości około 120 obrotów na minutę. Kittinger stracił przytomność, na szczęście udało mu się wylądować bezpiecznie dzięki głównemu spadochronowi, który otworzył się automatycznie na wysokości 3000 m.
Pomimo otarcia się o śmierć Kittinger nie zrezygnował z kolejnych testów. Trzy tygodnie później, 11 grudnia 1959 wykonał kolejny skok, tym razem z 22 800 metrów.

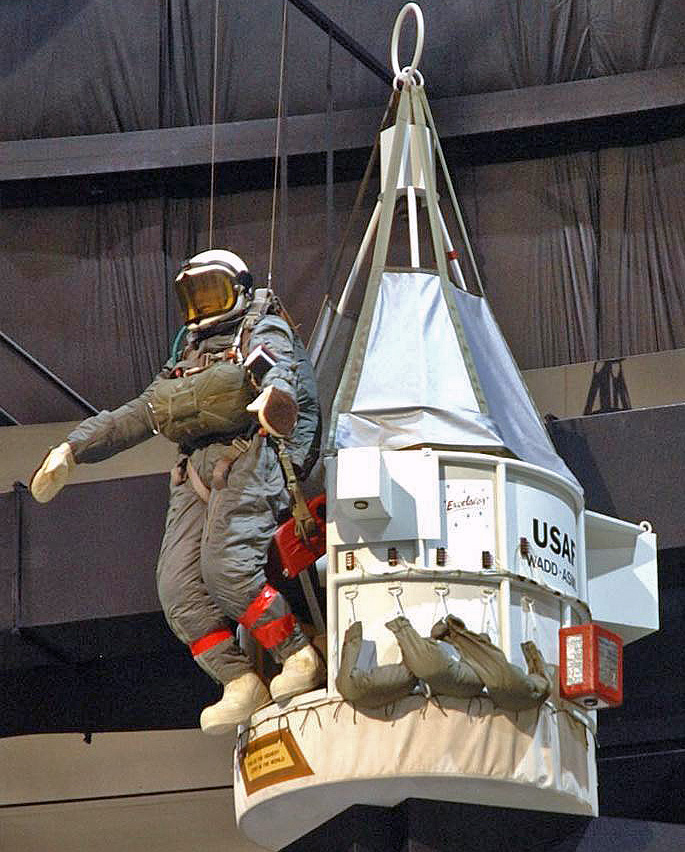
Gondola Excelsiora III w Narodowym Muzeum Sił Powietrznych Stanów Zjednoczonych

Trzeci, ostatni skok odbył się 16 sierpnia 1960 r. Wznoszenie się nie przebiegło bezproblemowo. Uszczelka w prawej rękawiczce kombinezonu rozszczelniła się. Pomimo przytłaczającego bólu prawej ręki Kittinger nie powiadomił zespołu na Ziemi o problemie, z obawy, że zdecyduje się ona na przerwanie testu. Osiągnął wysokość 31 300 metrów co zajęło mu 1 godzinę 31 minut, bijąc tym samym rekord na najwyżej wzniesiony załogowy balon, ustanowiony wcześniej przez majora Davida Simonsa w 1957 (30 942 m). Kittinger skoczył po 12 minutach od osiągnięcia maksymalnej wysokości czekając, aż balon przemieści się nad strefę lądowania.
Podczas swobodnego spadku Kittinger doświadczył skrajnie niskich temperatur (-70 °C) oraz osiągnął prędkość różnie szacowaną na od 988 km/h do nawet 1149 km/h. Ponieważ prędkość dźwięku jest niższa w wyższych partiach atmosfery, możliwe jest, iż Kittinger ją przekroczył.